# Чернеченська сільська рада
Черне́ченська сільська́ ра́да — адміністративно-територіальна одиниця та орган місцевого самоврядування в Балтському районі Одеської області. Адміністративний центр — село Чернече.

## Загальні відомості
- Територія ради: 45,26 км²
- Населення ради: 1 002 особи (станом на 2001 рік)

## Населені пункти
Сільській раді підпорядковані населені пункти:
- с. Чернече

## Населення
Згідно з переписом 1989 року населення сільської ради становило 1216 осіб, з яких 491 чоловік та 725 жінок.
За переписом населення 2001 року в сільській раді мешкали 1002 особи.

### Мова
Розподіл населення за рідною мовою за даними перепису 2001 року:
| Мова       | Відсоток |
| ---------- | -------- |
| українська | 96,21 %  |
| російська  | 3,39 %   |
| молдовська | 0,4 %    |

## Склад ради
Рада складається з 14 депутатів та голови.
- Голова ради: Білоус Світлана Олександрівна

### Керівний склад попередніх скликань
| Прізвище, ім'я, по батькові   | Основні відомості                                                               | Дата обрання | Дата звільнення |
| ----------------------------- | ------------------------------------------------------------------------------- | ------------ | --------------- |
| Гончарук Андрій Володимирович | Сільський голова, 1981 року народження, безпартійний                            | 26.03.2006   | 31.10.2010      |
| Білоус Світлана Олександрівна | Сільський голова, 1977 року народження, освіта середня спеціальна, позапартійна | 31.10.2010   |                 |
| Білоус Світлана Олександрівна | Сільський голова, 1977 року народження, освіта середня спеціальна, позапартійна | 31.10.2010   |                 |

Примітка: таблиця складена за даними сайту Верховної Ради України

### Депутати
За результатами місцевих виборів 2010 року депутатами ради стали:

#### За суб'єктами висування
| Суб'єкт висування                                       | Кількість обраних депутатів | %    |
| ------------------------------------------------------- | --------------------------- | ---- |
| Партія регіонів                                         | 10                          | 71,4 |
| Самовисування                                           | 3                           | 21,4 |
| Політична партія Всеукраїнське об'єднання «Батьківщина» | 1                           | 7,1  |

#### За округами
| № округу                                                | Прізвище, ім'я, по батькові        | Дата визнання обраним | Освіта             | Партійна приналежність                        | Відомості про обраного депутата                       |
| ------------------------------------------------------- | ---------------------------------- | --------------------- | ------------------ | --------------------------------------------- | ----------------------------------------------------- |
| Партія регіонів                                         |                                    |                       |                    |                                               |                                                       |
| 2                                                       | Мальований Костянтин Станіславович | 24.02.2014            | середня            | член Партії регіонів                          | с/г «Вікторія», різноробочий                          |
| 4                                                       | Рубінський Сергій Анатолійович     | 26.08.2013            | середня            | член Партії регіонів                          | с/г «Вікторія», водій                                 |
| 5                                                       | Доскоч Зоя Євгеніївна              | 26.08.2013            | вища               | член Партії регіонів                          | пенсіонерка                                           |
| 6                                                       | Конюшенко Ігор Григорович          | 02.11.2010            | середня спеціальна | позапартійний                                 | Чернеченська загальноосвітня школа І-ІІІ ст., вчитель |
| 8                                                       | Карагяур Людмила Михайлівна        | 02.11.2010            | середня спеціальна | позапартійна                                  | Чернеченська сільська рада, головний бухгалтер        |
| 9                                                       | Сабатин Олена Іванівна             | 02.11.2010            | середня спеціальна | позапартійна                                  | магазин, приватний підприємець                        |
| 10                                                      | Блащук Олена Петрівна              | 02.11.2010            | середня спеціальна | позапартійна                                  | СГ «Вікторія», бухгалтер                              |
| 11                                                      | Блащук Віталій Сергійович          | 24.02.2014            | середня            | член Партії регіонів                          | Чернеченська ЗОШ, кочегар                             |
| 12                                                      | Савченко Ірина Іванівна            | 05.12.2011            | середня            | член Партії регіонів                          | Чернеченська ЗОШ, кухар                               |
| 14                                                      | Доскоч Олена Іванівна              | 02.11.2010            | середня            | позапартійна                                  | бар, продавець                                        |
| Політична партія Всеукраїнське об'єднання «Батьківщина» |                                    |                       |                    |                                               |                                                       |
| 1                                                       | Балянська Олена Вікторівна         | 02.11.2010            | середня спеціальна | член Всеукраїнського об'єднання «Батьківщина» | фельдшерсько-акушерський пункт с. Чернече, медсестра  |
| Самовисування                                           |                                    |                       |                    |                                               |                                                       |
| 3                                                       | Негруца Олена Григорівна           | 10.02.2013            | середня            | член Партії регіонів                          | Чернеченська ЗОШ, прибиральниця                       |
| 7                                                       | Чернецька Віра Василівна           | 12.11.2012            | середня            | позапартійна                                  | пенсіонерка                                           |
| 13                                                      | Сабатин Володимир Миколайович      | 12.11.2012            | вища               | позапартійна                                  | СГ «Вікторія», водій                                  |